# Boom (canção de Snoop Dogg)
"Boom" é uma canção do rapper estadunidense Snoop Dogg lançado como segundo single para o seu décimo primeiro álbum de estúdio Doggumentary. A canção conta com a participação do cantor de R&B T-Pain e teve a produção de Scott Storch. A canção foi incluída na trilha sonora do vide-game  Madden NFL 12 da EA Sports

## Desmpenho comercial
"Boom" alcançou a posição 76 na Billboard Hot 100 e 4 na Billboard Bubbling Under R&B/Hip-Hop Singles.

## Desempenho nas paradas
| Paradas (2011)                                                | Melhor posição |
| ------------------------------------------------------------- | -------------- |
| Austrália (ARIA)                                              | 40             |
| Bélgica (Ultratip Bubbling Under de Flandres)                 | 15             |
| Bélgica (Ultratip Bubbling Under da Valônia)                  | 28             |
| Reino Unido (OCC UK R&B)                                      | 14             |
| Reino Unido (UK Singles Chart)                                | 56             |
| Estados Unidos (Billboard Hot 100)                            | 76             |
| Estados Unidos (Billboard Digital Song Sales)                 | 53             |
| Estados Unidos (Billboard Bubbling Under R&B/Hip-Hop Singles) | 4              |
| Estados Unidos (Billboard R&B/Hip-Hop Digital Songs)          | 21             |
| Estados Unidos (Billboard Rap Digital Songs)                  | 15             |